# El columpio (Goya)
El columpio es el título de un cartón para tapiz diseñado por Francisco de Goya para el dormitorio de los Príncipes de Asturias en el Palacio de El Pardo. Se custodia en el Museo del Prado.
El tema que trata el óleo es recurrente en la historia del arte occidental, principalmente en la pintura francesa —con Boucher y Fragonard, exponentes del rococó—. Con evidentes connotaciones eróticas entonces, es posible que Goya haya desechado ese sentido del asunto, pues se muestra una escena apacible y familiar. Es el primero de una serie de trece tapices emprendidos en la tercera serie de Goya.

## Análisis
La escena tiene lugar en el campo, donde tres criadas se columpian alegremente mientras los niños a los que cuidan se divierten. Cabe destacar la presencia de ropas ostentosas en los menores, símbolo inequívoco de que pertenecen a la aristocracia. Mientras los niños se divierten, uno de ellos columpia a la criada y otra sirvienta detiene a la niña más pequeña. Al fondo se divisa una carroza hecha con manchas desdibujadas y tres pastores con sus ganados completan la escena.
Los niños reciben la mayor parte de la iluminación, al centrarse la luz crepuscular sobre ellos y sus vestidos. Goya potencia el efecto, similar a una mancha, aplicando una pincelada rápida que años después será la génesis de las Pinturas negras. Las mayores influencias del cuadro provienen de Rembrandt y Velázquez, —«sus maestros», como reconocía Goya— a quienes el pintor admiraba sobremanera. El ambiente es, en todo caso, calmado y en total sosiego.
La mujer que impide a la niña caminar no está vestida como criada, sino como cortesana. Posiblemente se trate de una rica aristócrata que viste como maja, concordando con el espíritu de la época.
Con su peculiar ortografía, el aragonés describió el cuadro como «una familia que han salido al campo a divertirse, cuatro niños y tres criadas la una se está columpiando en una cuerda».
Algunos autores han querido ver en El columpio una alegoría de las tres edades de la vida, a través de los niños (infancia), las mujeres (juventud) y los pastores en lontananza (vejez).
Puede tratarse también de un mensaje ambiguo, representando una cita entre las nodrizas y los pastores. Ello se deduce a través de las miradas de los hombres y de la mujer de espaldas.